# Obbornhofen
Obbornhofen is een plaats in de Duitse gemeente Hungen, deelstaat Hessen, en telt 904 inwoners (2007).